# Bernard Panafieu
Bernard Louis Auguste Panafieu (Châtellerault, 26 de gener de 1931 - Carpentràs, 12 de novembre de 2017) fou un cardenal francès, arquebisbe emèrit de Marsella des de 2006 i fins a la seva mort, el 2017.

## Biografia
Va ingressar al seminari d'Albi i prosseguí la seva formació al gran seminari Saint-Sulpice a Issy-les-moulineaux.
Va ser ordenat prevere el 22 d'abril de 1956 per a la diòcesi d'Albi.

### Prevere
Després d'un primer ministeri parroquial com a vicari a Saint-Sauveur-de-Mazamet, es va dedicar al món de la joventut, primer com a capellà de l'escola secundària a La Perouse a Albi i després com a capellà de la parròquia universitària i responsable capellà de l'educació pública. Entre 1967 i 1970 es va convertir en capellà d'estudiants a Tolosa. Va tornar a la seva diòcesi d'Albi, on va ser nomenat sacerdot major de Brassac, càrrec que acompanyà durant l'any 1973 amb el secretari general del Consell de Sacerdots d'Albi.

### Bisbe
Nomenat bisbe auxiliar de Jean-Baptiste Sauvage, bisbe d'Annecy el 18 d'abril de 1974, sent consagrat el 9 de juny següent per Claude Dupuy. El 30 de novembre de 1978 va ser nomenat arquebisbe titular d'Ais de Provença, i el 24 d'agost de 1994, l'arquebisbe coadjutor de Marsella. Es va convertir en l'arquebisbe titular el 22 de d'abril de 1995, i es va retirar per raons d'edat el 12 de maig del 2006.

### Cardenal
Va ser creat cardenal pel Papa Joan Pau II en el consistori del 21 d'octubre de 2003 amb el títol de cardenal prevere de San Gregorio Barbarigo Alle Tre Fontane. Per tant, participà en el conclave de 2005 que va triar el Papa Benet XVI, però, després d'haver passat el límit d'edat (80 anys) el 26 de gener de 2011, no va poder participar en el que escollí el Papa Francesc al conclave de 2013.
Dins de les Conferència Episcopal de França, va ser membre de la Comissió de ministeris ordenats. Dins de la cúria romana ha estat membre del Consell Pontifici per al Diàleg Interreligiós i del Consell Pontifici per a la Justícia i la Pau.

## Honors
Comanador de la Legió d'Honor
Membre de l'Acadèmia de Marsella